# Apocephalus piliventris
Apocephalus piliventris är en tvåvingeart som beskrevs av Borgmeier 1925. Apocephalus piliventris ingår i släktet Apocephalus och familjen puckelflugor. Inga underarter finns listade i Catalogue of Life.